# Liste der Monuments historiques in Préchac (Gironde)
Die Liste der Monuments historiques in Préchac (Gironde) führt die Monuments historiques in der französischen Gemeinde Préchac auf.

## Liste der Bauwerke
| Bezeichnung                  | Beschreibung | Standort | Kennzeichnung | Schutzstatus | Datum | Bild           |
| ---------------------------- | ------------ | -------- | ------------- | ------------ | ----- | -------------- |
| Château de Cazeneuve         |              | (Lage)   | PA00083676    | Classé       | 1965  | weitere Bilder |
| Château de la Trave          |              | (Lage)   | PA00083677    | Inscrit      | 1987  | weitere Bilder |
| Château de la Travette       |              | (Lage)   | PA00083678    | Inscrit      | 1987  |                |
| Kirche St-Martin             |              | (Lage)   | PA00083680    | Inscrit      | 1925  | weitere Bilder |
| Kirche Saint-Pierre-ès-Liens |              | (Lage)   | PA00083679    | Classé       | 1909  | weitere Bilder |

## Liste der Objekte
- Monuments historiques (Objekte) in Préchac (Gironde) in der Base Palissy des französischen Kultusministeriums